# Pat Bowlen
Patrick Dennis Bowlen, dit Pat Bowlen, né le 18 février 1944 à la Prairie du Chien (Wisconsin, États-Unis) et mort le 13 juin 2019 à Englewood (Colorado, États-Unis), est un homme d'affaires américain. Il est le propriétaire principal des Broncos de Denver de la National Football League (NFL) entre 1984 et 2019. 
La famille Bowlen, dont ses deux frères John Bowlen et Bill Bowlen et sa sœur Marybeth Bowlen, a acheté l'équipe à Edgar Kaiser en 1984. Il a été le PDG des Broncos depuis le rachat du club en 1984 jusqu'en juillet 2014, quand il a démissionné de ce poste à cause d'un combat contre la maladie d'Alzheimer. Il est intronisé au Pro Football Hall of Fame en 2019.

## Biographie

### Jeunesse
Pat Bowlen est né à Prairie du Chien (Wisconsin), il est le fils d'Arvella (née Woods) et Paul Dennis Bowlen, qui devient millionnaire dans le commerce de pétrole au Canada, en fondant Regent Drilling en tant que chercheur de pétrole. Le frère de Pat, John est désormais le propriétaire de la compagnie de pétrole. Bowlen est Catholique  et l'association caritative de son équipe a récolté plus d'un million de dollars récemment pour les Frères mineurs capucins pour les pauvres et sans-abris de  Denver. Il est allé au lycée Campion Jesuit Catholic  et a ensuite obtenu un diplôme de commerce (1965) et droit (1968) à l'université d'Oklahoma. Le plus jeune des Bowlen est devenu riche lui-même en devenant un avocat prospère à Edmonton. Il a également travaillé en tant que cadre pour la compagnie de son père et en tant que développeur immobilier et a investi considérablement dans l'industrie minière.
Pat Bowlen est un membre initié de la fraternité internationale Pi Kappa Alpha. Il fut initié par l'université d'Oklahoma, chapitre Beta Omicron en 1963. Il est membre l'Association du Barreau et l'ordre des avocats d'Alberta (Canada). Pat Bowlen est également un des mécènes les plus importants de l'université de Denver.

### Propriété des Broncos de Denver
De 1999 à 2008, Pat Bowlen et les Broncos ont été impliqués dans de plusieurs batailles juridiques contre l'ancien propriétaire Edgar Kaiser. En 1998, Bowlen accepta de vendre une part de l'équipe à la légende retraitée John Elway. Quand Bowlen mentionna l’existence de l'offre à Kaiser alors que les deux étaient au Bohemian Grove de 1999, Kaiser fit un procès soutenant qu'il y avait eu une rupture de contrat. Kaiser revendiquait qu'il avait le droit de premier refus si quelque accord était passé impliquant la propriété de la franchise. En 2004, un jury prononça une décision en faveur de Kaiser et un juge fédéral décréta que Kaiser avait le droit de racheter 10 pour cent des Broncos en utilisant les mêmes termes d'achat proposés à Elway. Bowlen fit appel du verdict original qui pencha en faveur de Kaiser et gagna en 2008, lorsque la cour d'appel jugea que la structure de l'accord Bowlen-Elway ne violait pas l'accord de premier droit de refus original.
Le 30 décembre 2008, Mike Shanahan, l’entraîneur en chef et vice-président des opérations football des Broncos fut viré par Bowlen après 14 années de fonction en tant qu’entraîneur en chef. Pat Bowlen déclara qu'il voulait que son équipe prenne une direction différente. Il entreprit la recherche d'un remplaçant pendant deux semaines et finit par choisir Josh McDaniels, qui à l'époque était le coordinateur offensif des Patriots de la Nouvelle-Angleterre. Par la suite, après une série de défaites durant la saison 2010 McDaniels fut viré de sa position d’entraîneur en chef des Broncos. Le 12 février 2009, Bowlen nomma Brian Xanders en tant que seul directeur général de l'équipe et vira Jim Goodman et Jeff Goodman.
Dans les deux semaines précédant la fin de la saison régulière 2010-11, Pat Bowlen et les Broncos ont engagé l'ancien entraîneur des Panthers de la Caroline pour être leur nouvel entraîneur en chef. Même si Pat Bowlen  avait discuté à plusieurs reprises avec Fox avant son embauche, c'est le nouvel exécutif John Elway qui est le principal responsable de sa signature. Depuis fin 2009, des rumeurs avaient commencé à circuler sur le fait que Bowlen s'était retiré de l'avant-scène à cause de pertes de mémoire à court terme. Il déclara au chroniqueur Woody Paige du Denver Post que sa mémoire n'était plus ce qu'elle fut et qu'il ne pouvait plus se rappeler des détails de la victoire consécutive du Super Bowl par les Broncos à la fin des années 1990. Dès 2010, Pat Bowlen ne joua plus un rôle important dans les décisions des Broncos, et le vice-président exécutif John Elway et le président Joe Ellis prirent le contrôle. Le 23 juillet 2014, à la suite de complications de sa maladie d'Alzheimer, renonça officiellement à son contrôle de l'équipe en faveur de Joe Ellis.
Le 1er novembre 2015, Pat Bowlen fut introduit au Ring of Fame des Broncos, obtenant une plaque de bronze qui se trouve du côté sud du Sports Authority Field at Mile High.
Depuis l'acquisition de l'équipe par Bowlen en 1984, les Broncos ont le meilleur pourcentage de victoire de toutes les équipes de la National Football League (334 victoires, 212 défaites, et 1 match nul, pour un record de .612), dépassant les 49ers de San Francisco après la saison 2015.

### Propriété des Crush du Colorado
En plus d'être propriétaire et PDG des Broncos, Pat Bowlen est également copropriétaire des Crush du Colorado dans l'Arena Football League. Il partage la propriété avec le natif de Denver Stan Kroenke et la quarterback légendaire des Broncos John Elway. Les Crush ont rejoint l'AFL en tant que franchise d’expansion en 2003. Après avoir fini avec un bilan de 2-14 en 2003, l'équipe est rapidement devenue une concurrente principale pour les séries éliminatoires et l'une des meilleures franchises de la ligue. Les Crush ont remporté le titre de l'AFL en 2005. Bowlen a remporté 4 championnats en tant que propriétaire de franchise de football américain; 3 Super Bowl avec les Broncos en 1998, 1999 & 2016 et un titre AFL en 2005 avec les Crush.

### Propriété des Outlaws de Denver
En 2006, la Major League Lacrosse décida de se développer en ajoutant les Outlaws de Denver à sa liste d'équipes. Les Outlaws de Denver ont été la franchise la plus victorieuse que Pat Bowlen a jamais possédée, affichant un pourcentage de victoire en saison régulière de .700 depuis sa création. Les Outlaws se sont qualifiés en série éliminatoire tous les ans depuis leur création, et sont allés en finale 4 fois (2006, 2008, 2009, et 2014), en remportant le titre durant leur dernière qualification. 